# Cystidiodontia isabellina
Cystidiodontia isabellina är en svampart som först beskrevs av Berk. & Broome, och fick sitt nu gällande namn av Hjortstam & Ryvarden 1985. Cystidiodontia isabellina ingår i släktet Cystidiodontia och familjen Cystostereaceae.   Inga underarter finns listade i Catalogue of Life.